# Eurovision Song Contest 1993
Eurovision Song Contest 1993 blev afholdt i Millstreet, da Irland vandt Eurovision Song Contest 1992. EBU havde tilladt at der nu kunne deltage 25 lande. De 22 af dem ville være sidste års deltagere, dog uden Jugoslavien da deres tv-station JRT ikke længere eksisterede. Med risiko at op til 20 lande ville tilmelde sig lavede man derfor en slags semifinale. Udover den almindelige kvalifikation deltog derfor syv tidligere østbloklande i en ekstra kvalifikation kaldet Kvalifikacija za Millstreet (dansk: Kvalifikation til Millstreet). Af dem blev Bosnien-Hercegovina, Kroatien og Slovenien valgt til deltagelse. Sangene fra de to første lande var meget politiske og handlede om krigen der havde splittet dem ad. Den bosniske gruppe var endda flygtet ud af Sarajevo med kugler hvislende om ørerne for at stille op i Millstreet. Deres dirigent sad dog stadig indespærret i byen.
Stedet hvor showet skulle arrangeres var en stor overraskelse for alle. En lokal forretningsmand havde haft succes med at overbevise RTE om, at de denne gang skulle være et andet sted end i Dublin. Millstreet var da en lille by med 1.500 indbyggere, men man havde altså en indendørs arena, der dog primært blev brugt til ridebanespringning og hestekåringer. Gulvet måtte dog graves dybere for at få plads til al lysudstyr under taget. Der blev også lavet ændringer i byens infrastruktur, bl.a. ombygninger af jernbane og station. Alle deltagere og officials blev indkvarteret i Cork, der lå 50 km fra arenaen og busser kørte i pendulfart for at bringe folk frem og tilbage mellem byerne.
Da EBU fra og med 1994 ønskede at give plads til flere af de tidligere Østbloklande, der ønskede at deltage i konkurrencen, besluttedes det før ESC 1993, at de syv lavest placerede lande måtte sidde over ved konkurrencen i 1994. Dette gjaldt Danmark, Tyrkiet, Belgien, Luxembourg, Slovenien, Cypern og Israel. Da Italien imidlertid ikke ønskede deltagelse i 1994, gik den ledige plads til Cypern, der endte højest af de syv lande. De seks relegerede lande var til gengæld sikret plads ved finalen i 1995, hvor de blev skiftet ud med de dårligst placerede fra 1994.

## Deltagere og resultater
| Sang nr. | Land                | Solist                          | Sang                       | Plads | Point |
| -------- | ------------------- | ------------------------------- | -------------------------- | ----- | ----- |
| 1        | Italien             | Enrico Ruggeri                  | Sole d'Europa              | 12    | 45    |
| 2        | Tyrkiet             | Burak Aydos                     | Esmer Yarim                | 21    | 10    |
| 3        | Tyskland            | Münchener Freiheit              | Viel zu weit               | 18    | 18    |
| 4        | Schweiz             | Annie Cotton                    | Moi, tout simplement       | 3     | 148   |
| 5        | Danmark             | Tommy Seebach Band              | Under stjernerne på himlen | 22    | 9     |
| 6        | Grækenland          | Kati Garbi                      | Ellada, hora tou fotos     | 9     | 64    |
| 7        | Belgien             | Barbara                         | Iemand als jij             | 25    | 3     |
| 8        | Malta               | William Mangion                 | This Time                  | 8     | 69    |
| 9        | Island              | Inga                            | Þá veistu svarið           | 13    | 42    |
| 10       | Østrig              | Tony Wegas                      | Maria Magdalena            | 14    | 32    |
| 11       | Portugal            | Anabela                         | A cidade até ser dia       | 10    | 60    |
| 12       | Frankrig            | Patrick Fiori                   | Mama Corsica               | 4     | 121   |
| 13       | Sverige             | Arvingarna                      | Eloise                     | 7     | 89    |
| 14       | Irland              | Niamh Kavanagh                  | In Your Eyes               | 1     | 187   |
| 15       | Luxembourg          | Modern Times                    | Donne-moi une chance       | 20    | 11    |
| 16       | Slovenien           | 1xBand                          | Tih deževen dan            | 22    | 9     |
| 17       | Finland             | Katri Helena                    | Tule luo                   | 17    | 20    |
| 18       | Bosnien-Hercegovina | Fazla                           | Sva bol svijeta            | 16    | 27    |
| 19       | Storbritannien      | Sonia                           | Better the Devil You Know  | 2     | 164   |
| 20       | Holland             | Ruth Jacott                     | Vrede                      | 6     | 92    |
| 21       | Kroatien            | Put                             | Don't Ever Cry             | 15    | 31    |
| 22       | Spanien             | Eva Santamaria                  | Hombres                    | 11    | 58    |
| 23       | Cypern              | Zymboulakis & Van Beke          | Mi stamatas                | 19    | 17    |
| 24       | Israel              | Lamakat Shiru & Sarah'le Sharon | Shiru                      | 24    | 4     |
| 25       | Norge               | Silje Vige                      | Alle mine tankar           | 5     | 120   |